# 植村正朝
植村 正朝（うえむら まさとも）は、上総勝浦藩の第2代藩主。忠朝系植村家2代。

## 生涯
寛文10年（1670年）、初代藩主植村忠朝の三男として生まれる。長兄が病弱、また次兄が早世したために世子として指名され、元禄9年（1696年）8月、徳川綱吉の小姓となる。同年11月に父が死去したため、元禄10年（1697年）2月10日に家督を継いだ。このとき、弟の忠元に丹波氷上郡1000石を分与したため、石高は1万石となる。宝永6年（1709年）3月、従五位下、土佐守に叙任する。
享保8年（1723年）5月、大番頭に任じられ、享保11年（1726年）には下総国小金原で行われた将軍徳川吉宗の鹿狩りに従う。享保13年（1728年）8月には大坂定番に任じられたが、在任中の享保14年（1729年）10月27日に大坂で死去した。享年60。
跡を次男の恒朝が継いだ。